# Liwa Fatemiyoun

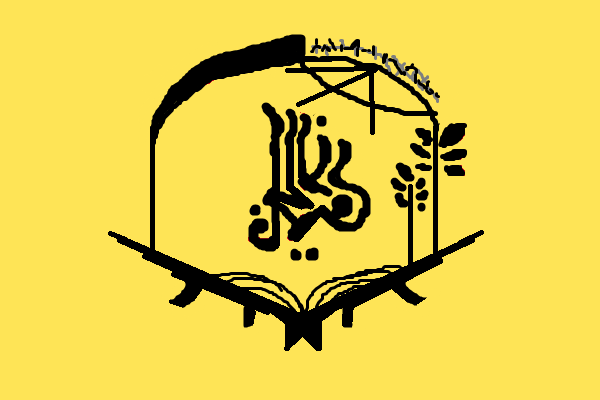
Flagge der Liwa Fatemiyon

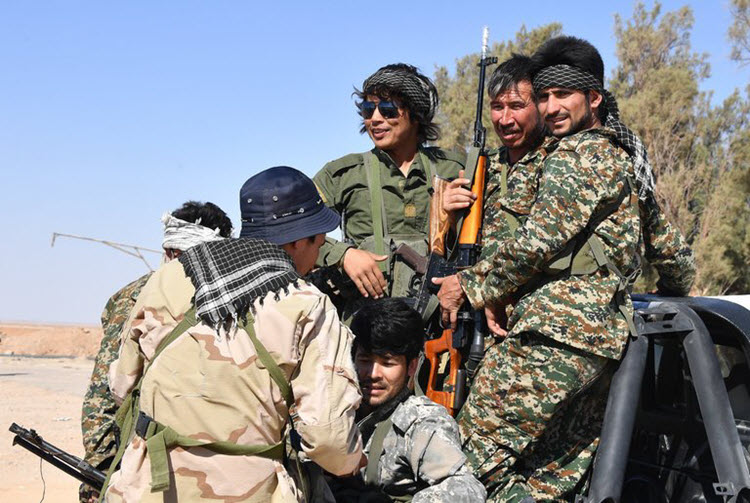
Kämpfer der Liwa Fatemiyon

Die Liwa Fatemiyoun, oder nur Fatemiyoun (arabisch لِوَاء الْفَاطِمِيُّون, DMG Liwā' al-Fāṭimīyūn, persisch لواء فاطمیون oder persisch لشکر فاطمیون), ist eine bewaffnete Gruppe, die von den Islamischen Revolutionsgarden des Iran beziehungsweise der Quds-Einheit gegründet wurde. Die Gruppe wird auch als Fatemiyoun Brigade oder als Hisbollah Afghanistan genannt. In der Liwa Fatemiyoun befinden sich vor allem schiitische Afghanen. Die Gruppe kämpft im Syrischen Bürgerkrieg. Der Sold der Söldner soll bei drei Millionen Toman liegen, was umgerechnet 600 US-Dollar entspricht. Damit hat ein Mitglied der Gruppe einen höheren Sold als andere Kämpfer, welche im Syrischen Bürgerkrieg kämpfen. Die Fatemiyoun werden jedoch als Kanonenfutter für andere iranischen Einheiten eingesetzt. Es wird gesagt, dass die Gruppe etwa 10.000 bis 20.000 aktive Mitglieder zählt. Aus den Fatemiyoun entstanden die Zainabiyoun, welche aus pakistanischen Schiiten besteht.
Nach dem Fall des Assad-Regimes haben sich die mehrerer Hundert Kämpfer der Fatemiyoun, zusammen mit den Zainabiyoun sich in den Irak begeben. Einige Kämpfer wurde von Russland über den Militärflugplatz Hmeimim nach Iran gebracht und von dort in den Irak geschickt. Andere Kämpfer sind als unbewaffnete Pilger in den Irak gekommen. Sie haben Schiitische Schreine, wie in Kerbala, Najaf, al-Kazimiyya und Samarra besucht. Die Kämpfer wurden anschließend in Basen der Al-Haschd asch-Schaʿbī verbracht. Es wurden folgende Basen ausgewählt, wo die Kämpfer sind: Camp Ashraf, Martyrs Camp, einem Camp in Beshir, welches von der der Turkmenenbrigade geleitet wurde, Al-Imamain al-Askariyain Trainingszentrum in Balad, Camp Al-Saqr, Public Security Forces School camp in Rusafa, Baghdad